# Духовые музыкальные инструменты

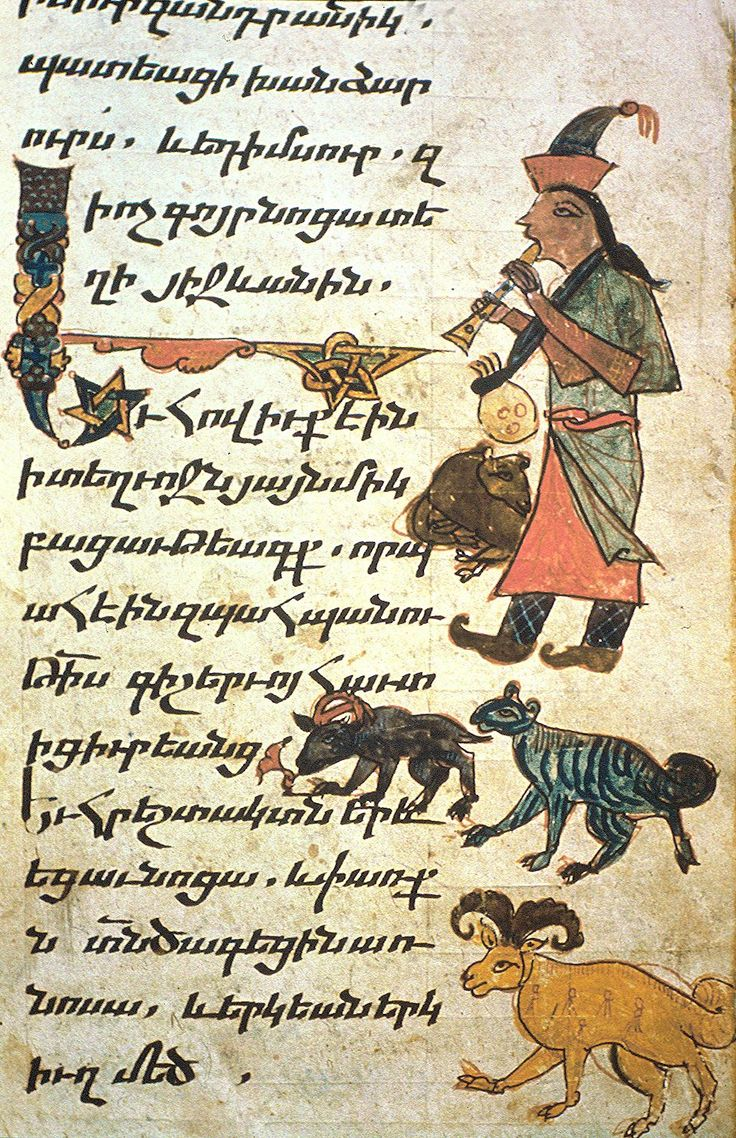
Человек, играющий на духовом инструменте. Армянская рукопись 1304 года.

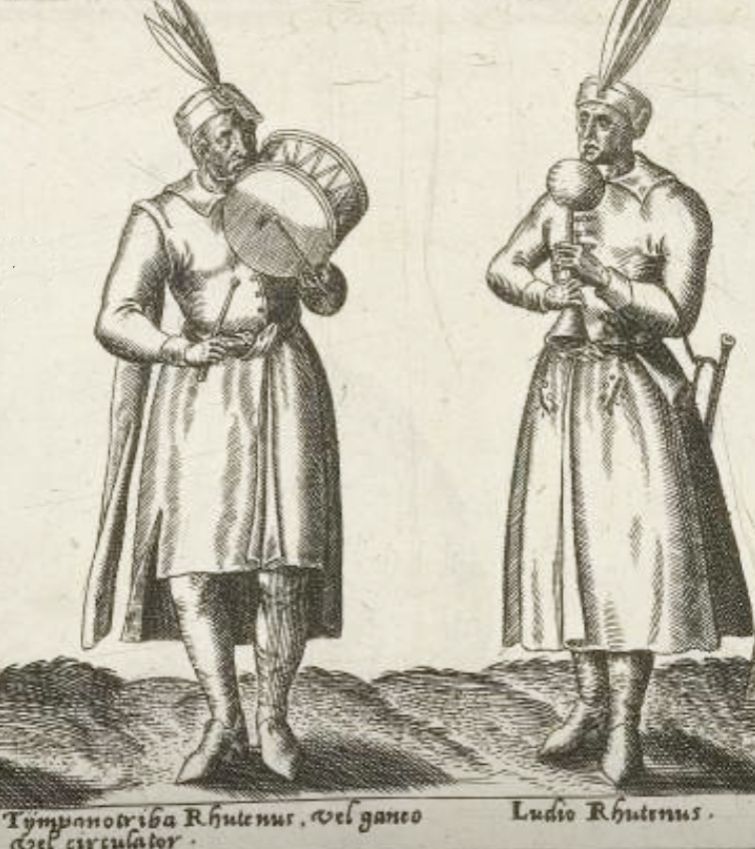
Изображение русских (рутенов) музыкантов (барабанщика и трубача-флейтиста), рисунок из книги Пьетро Бертелли (Pietro Bertelli), 1563 год.

Духовы́е музыка́льные инструме́нты — музыкальные инструменты, источником звука в которых является колеблющийся столб воздуха, находящийся в трубке инструмента. Согласно классификации Хорнбостеля — Закса духовые инструменты относятся к группе аэрофонов.
К духовым инструментам близок орган. Хотя органы порой слишком трудно вписать в рамки классификаций.

## Общее описание
Регистр духовых инструментов определяется их размерами: чем больше объём заключённого в инструменте столба воздуха, тем с меньшей частотой он колеблется и, следовательно, тем ниже издаваемый инструментом звук.
Изменение частоты колебаний воздушного столба в инструменте достигается двумя способами:
- Регулированием положения губ, языка и лицевых мышц (амбушюра) и силы выдуваемого воздуха (передуванием) — столб воздуха рассекается на две, три, четыре и т. д. части, вследствие чего начинает звучать не основной тон, а какой-либо из его обертонов.
- Изменением длины воздушного столба при помощи: простых отверстий в трубке инструмента, закрываемых пальцами или клапанами (у деревянных духовых); добавочных трубок (крон) и вентилей (у медных) или передвижной кулисы (у тромбона).

Духовые инструменты применяют в составе духовых и симфонических оркестров, ансамблей и (реже) в качестве солирующих инструментов.

## Классификация по первичному источнику колебаний

### Лабиальные
У лабиальных инструментов источником колебаний является струя воздуха, рассекающаяся об острый край стенки инструмента, называемый лабиум (лат. labium — губа). К ним относятся все виды флейт.

### Тростевые
Они бывают с одинарной тростью (примеры: кларнет и саксофон) или с двойной тростью (примеры: гобой и фагот).

### Амбушюрные (мундштучные)
Здесь источником колебаний являются губы музыканта. К амбушюрным относятся все медные духовые (валторна, тромбон, труба и т. д.). Также существуют амбушюрные инструменты из различных других материалов (пастушеская труба, трембита).
См. также: Амбушюр, Мундштук.

## Классификация по материалам изготовления
Духовые инструменты традиционно делятся на деревянные и медные. Эта классификация исторически обусловлена материалами, которые использовались для изготовления инструментов, однако в наше время относится, главным образом, к способу звукоизвлечения, применяемому при игре на них. Так, современная оркестровая флейта, относящаяся к деревянным духовым, может быть изготовлена из металла или даже стекла, некоторые модели гобоя или кларнета выполнены из пластика и других материалов, саксофон всегда изготавливается из металла, но также считается деревянным инструментом. Инструменты, называющиеся медными, делают не только из меди, но также из латуни, серебра и других металлов.

### Деревянные
Основная статья: Деревянные духовые музыкальные инструменты
Деревянными называются духовые инструменты, принцип игры на которых основывается на укорочении звучащего столба воздуха путём открывания отверстий, расположенных на корпусе инструмента на определённом расстоянии друг от друга.
На ранних этапах своего развития эти инструменты изготавливались исключительно из дерева, откуда исторически и получили своё наименование. Некоторые современные инструменты такого типа (например, оркестровая флейта) почти не изготовляются из дерева, для изготовления других дерево применяется наряду с другими материалами.

### Медные
Основная статья: Медные духовые музыкальные инструменты
Медными называются духовые инструменты, принцип игры на которых заключается в получении гармонических созвуков путём изменения силы вдуваемого потока воздуха или положения губ. Без применения механизма вентилей такие инструменты способны издавать лишь небольшое количество звуков натурального звукоряда. С изобретением этого механизма (1830-е годы) медным инструментам стал доступен хроматический звукоряд, и они стали полноценными инструментами классической музыки. На тромбоне для получения хроматических звуков применяется особая выдвижная трубка — кулиса.
Как правило, эти инструменты изготавливаются из металла (латуни, меди, реже серебра), хотя некоторые из инструментов эпохи Средневековья и барокко с подобным способом звукоизвлечения (например, серпент) были выполнены из дерева.